# 六平直政
六平 直政（、1954年4月10日 - ）は、日本の俳優。東京都中野区出身。身長175cm、体重78kg。血液型はB型。2023年よりフリーで活動。

## 来歴・人物
東京都立国立高等学校、武蔵野美術大学彫刻科卒業、同大学大学院修士課程中退。
「六平」姓は、父親が秋田県由利本荘市で代々続く真宗大谷派「超光寺」の出で「平家の落人が六つの赤旗を立てた」というこの土地の言い伝えから「むつあか」が縮まって「むさか」になったという。現在も親族が当地で住職を務めるほか、全国にある「六平」家は全て親戚という。
祖父は東京大学、父親も東北大学卒業で、父親が上京し都立高校の英語教師となり中野で直政が生まれた。生家はJR中野駅の一番南よりのホームの目の前にあったという。4歳で武蔵野市の桜堤団地に引っ越す。また母親の従兄弟に戦艦武蔵最後の艦長猪口敏平や、その弟で神風特別攻撃隊の命名者として知られる猪口力平がいる。
劇団状況劇場を経て、新宿梁山泊の旗揚げに参加する。ヤクザ役・刑事役・三枚目役と様々な役柄をこなす個性派俳優（怪優）の1人として活躍している。
美大にもいた事から、立体物による抽象芸術が趣味。また、溶接の免許も持っている。美大では大学院にも進学。本人は「（自分を含め）日本で2人しかいなかった」と語っているが、正確には首席で大学を卒業した中で大学院に（教授や指導者になるため）進学した人物が2人という意味である。趣味でアクセサリーを作っている。アクセサリーもこだわりがあり、純銀で作る。また、美術の教員免許を持っており、『プレバト!!』では水彩画の特待生となり、番組初の水彩画のタイトル戦で優勝を果たしている。更に2019年6月6日放送回では番組史上初となる3ランク昇格を果たし、水彩画の名人となった。
状況劇場時代、美大卒の経歴や溶接の専門技術を買われての採用だったが、舞台装置の設営など大道具・小道具の仕事ばかりやらされる日々に嫌気がさし、劇団を脱走したことがある。このときは同期の佐野史郎が六平を捜し出して引き留めた。佐野とはその当時からの親友である。
唐十郎の下で働いていた時にはノーギャラだったため、34歳までアルバイトで食いつなぎ、あらゆる職業を経験した苦労人で、体験した職業は300種にも及ぶ。1987年には石原裕次郎の葬儀に大道具で参加していた。この他、郷ひろみの結婚披露宴会場の設営にも係わる。その経験から「お金がもらえなかったことを不幸とは思わない。今の若い者は下積みを知らない」と役者を目指している若者に苦言を呈している。
潔癖症である。役者仲間からはロッペイちゃんと呼ばれている。
次男の六平光成は元サッカー選手であり、光成が清水エスパルス所属時代の2014年11月2日に対川崎戦でプロ初ゴールを決めた試合をスタジアムで観戦していた。

## 出演

### テレビドラマ

#### NHK
※特記以外はNHK総合テレビ
- 大河ドラマ
  - 太平記（1991年） - 宍戸知家
  - 炎立つ（1994年）-　鎌倉の使者
  - 毛利元就（1997年） - 井上氏の家臣
  - 元禄繚乱（1999年） - 奥田孫太夫
  - 武蔵 MUSASHI（2003年） - 庄司甚内
  - 義経（2005年） - 土佐坊昌俊
  - 八重の桜（2013年） - 黒河内伝五郎
  - べらぼう〜蔦重栄華乃夢噺〜（2025年） - 半次郎[9]
- 匂いガラス（1986年） - 刑事
- 乳の虎〜良寛ひとり遊び〜（1993年、NHK正月時代劇） - 京屋佐兵衛
- 腕におぼえあり3（1993年） - 西尾太郎兵衛
- 新・半七捕物帳 第16話「冬の金魚」（1997年）- 元吉
- 茂七の事件簿 新ふしぎ草紙（2002年） - 常二郎
- 百年の恋（2003年） - 峰村修造
- 大化改新（2005年） - 強頚
- わたしが子どもだったころ（2008年） - タケ爺
- オトコマエ!2（2009年） - 和泉屋喜一郎
- そこをなんとか2（BSプレミアム、2014年） - 浜崎正臣
- ぼんくら（2014年） - 仁平
- 鼠、江戸を疾る2（2016年） - 十三郎
- 立花登青春手控え 第5回（2016年、BSプレミアム） - 長右衛門
- 漱石悶々 夏目漱石最後の恋 京都祇園の二十九日間（2016年、BSプレミアム） - 車夫
- 放送90年 大河ファンタジー「精霊の守り人 最終章」 第7話「傷だらけの再会」（2018年1月13日） - ゴオヤ
- 連続テレビ小説 まんぷく (2018年) - 稲村大悟
- 旅屋おかえり「兵庫編」（2023年、BSプレミアム）- 小島 [10]
- 連続テレビ小説 らんまん (2023年) - 磯部
- 藤子・F・不二雄 SF短編ドラマ シーズン3「換身」（2025年、NHK BSプレミアム4K）[11]
- 浮浪雲（2026年〈予定〉、NHK BS・NHK BSプレミアム4K）[12]

#### 日本テレビ
- 終らない夏（1995年） - 坂井勇三
- 奇跡のロマンス（1996年） - 鈴木春生
- お熱いのがお好き?（1998年） - 伝助
- LOVE&PEACE（1998年） - 水島浩文
- 女医（1999年、読売テレビ） - 本間社長
- ごくせん（2002年） - 熊井和雄
- 天国への階段（2002年、読売テレビ） - 柏木圭吾
- ぼくの魔法使い 第2話「変身解決！極道編」（2003年4月26日） - 山城純
- 河井継之助 駆け抜けた蒼龍（2005年） - 佐川官兵衛
- 松本清張スペシャル・指（2006年） - 夢野ジョージ
- 戦国自衛隊・関ヶ原の戦い（2006年） - 大谷吉継
- 生誕100年記念 松本清張ドラマスペシャル 霧の旗（2010年3月16日）- 警視庁･鳴海刑事
- ダーティ・ママ! 最終話「橋蔵奪還! 子連れ刑事最後の戦い!!」（2012年3月14日） - 斉木道隆
- 仮面ティーチャー（2013年） - 小林十兵衛 
  - 金曜ロードSHOW! 特別ドラマ企画 仮面ティーチャー（2014年2月14日）
- 戦力外捜査官 第1話「落ちこぼれ刑事たちのトホホな推理が日本を救う! 非本格刑事ドラマがついに開幕」（2014年1月11日） - 伊賀和夫
- 増山超能力師事務所（2017年、読売テレビ） - 榎本克己
- 逃亡医F 第6話・第7話（2022年2月19・26日）- ノム [13]
- 火曜サスペンス劇場
  - 警部補 佃次郎（1996年 - 2005年） - 早田公平
  - 箱根湯河原温泉交番（2003年 - 2005年） - 岡林芳郎

#### TBS
- 大忠臣蔵（1994年）
- HOTEL 第4シリーズ 第2話「悪魔のささやき⁈」（1995年）
- 未成年（1995年） - 室岡邦博
- 若葉のころ（1996年） - 矢部修
- ウルトラシリーズ
  - ウルトラマンティガ（1997年、毎日放送） - アトラクションショー劇団長
  - ウルトラマンマックス（2005年、中部日本放送） - 楢崎刑事
- 青い鳥（1997年）
- 元旦特別企画・松本清張原作『天城越え』（1998年） - 土工
- 天国に一番近い男 MONOカンパニー編 第5話「約束破ると死ぬ!」（1999年2月5日）- 紅鮭組･組長
- 松本清張没後10年特別企画 死んだ馬・殺意の接点（2002年4月22日）- 茅野東署刑事･佐藤
- 水戸黄門
  - 第31部 第4話「お娟にぞっこん!親父と息子 -掛川-」（2002年11月4日） - 権三
  - 第42部 第19話「恋でつないだ権兵衛峠 -伊那-」（2011年2月28日） - 興津屋嘉平
  - 水戸黄門 スペシャル（2015年6月29日） - 荒巻眩斎
- 家栽の人（2003年） - 親方
- ねじれた絆（2004年） - 磯田信夫
- 夢で逢いましょう（2005年） - 鬼塚隆治
- 女系家族（2005年） - 和田甚
- きらきら研修医（2007年） - 神田
- 華麗なる一族（2007年） - 荒武玄
- 山田太郎ものがたり（2007年） - 池上龍之介
- 魔王（2008年） - 池畑隆宏
- あんどーなつ（2008年） - 駒田勝
- あの戦争は何だったのか 日米開戦と東條英機（2008年） - 永野修身
- オルトロスの犬（2009年） - 杉本彰人所長
- JIN-仁- - 鈴屋彦三郎 
  - JIN-仁-（2009年10月11日 - 12月20日）
  - JIN-仁- 完結編（2011年4月17日 - 6月26日）
- 松本清張生誕100年スペシャル・中央流沙（2009年12月14日、毎日放送共同制作） - 西秀太郎
- ハンマーセッション!（2010年） - 今村昌平
- 居酒屋もへじ（2011年） - 社長
- ハンチョウ〜警視庁安積班〜 - 丸岡喜一郎 
  - ハンチョウ〜警視庁安積班〜シリーズ5（2012年）
  - ハンチョウ〜警視庁安積班〜シリーズ6（2013年）
- MONSTERS（2012年） - 鎌田吾一
- 潜入探偵トカゲ 第7話「ボクシングジムに潜入!! 命をかけた親子の約束」（2013年5月30日） - 益子桔平
- LEADERS リーダーズ（2014年） - 山田六郎
- アリスの棘（2014年） - 蛭子雅人
- 最強のオヤコ（2016年、毎日放送共同制作） - 和田清之進
- 神の舌を持つ男（2016年） - 田島梅之丞
- 月曜ドラマスペシャル→月曜ミステリー劇場→月曜ゴールデン→月曜名作劇場
  - 金田一耕助の傑作推理「悪魔の花嫁」（1995年9月4日） - 笹野桑造
  - 早乙女千春の添乗報告書9「箱根・湯けむりツアー殺人事件」（2000年1月10日） - 槙村伸司
  - カードGメン・小早川茜 - 坂井実 
    - カードGメン・小早川茜1「借金地獄」（2000年3月20日）
    - カードGメン・小早川茜2「消せない過去」（2001年1月22日）
    - カードGメン・小早川茜3「甘い罠」（2001年10月29日）
    - カードGメン・小早川茜6「特命」（2003年6月2日）

  - 森村誠一サスペンス4「街」（2004年7月12日） - カトマンズ
  - 真実を追う男2（2004年7月19日） - 菊田刑事
  - 十津川警部シリーズ36「河津・天城連続殺人事件」（2006年1月9日） - 三浦警部
  - 自治会長 糸井緋芽子 社宅の事件簿8（2007年2月19日） - 大河内学
  - 警視庁南平班〜七人の刑事〜
    - 第2作（2010年8月23日） - 車田三郎（東日ハイヤー 所長）
    - 第11作（2018年10月29日） - 赤城隆輔（衆議院議員）

  - 警視庁心理捜査官・明日香1（2011年2月28日） - 式部小次郎
  - 税務調査官・窓際太郎の事件簿26（2014年2月24日） - 大賀啓造
  - 十津川警部シリーズ - 本多時孝 
    - 新・十津川警部シリーズ1「伊豆・下田殺人ルート」（2017年1月23日）
    - 新・十津川警部シリーズ2「伊香保温泉殺人事件」（2017年4月3日）
    - 十津川警部シリーズ3「伊豆踊り子号殺人迷路」（2017年9月11日）
    - 十津川警部シリーズ4「愛と裏切りの伯備線」（2017年10月16日）
    - 十津川警部シリーズ5「京都・嵯峨野殺人迷路」（2018年4月9日）
    - 十津川警部シリーズ6「日光・恋と裏切りの鬼怒川」（2018年9月10日）

  - 信濃のコロンボ4「軽井沢追分殺人事件」（2017年4月24日） - 永井満良
  - あしたの家族 (2020年、TBS)（2020年1月5日） - 村上洋一
- グランメゾン東京（2019年11月24日） - 魚市場の大将
- テセウスの船（2020年1月19日 - 3月22日）- 井沢健次
- 19番目のカルテ 第1話（2025年7月13日） - 横吹順一

#### フジテレビ
- 世にも奇妙な物語
  - 「復讐クラブ」（1991年）
  - 「目撃者」（1991年）
  - 「チャネリング」（1991年） - 高野雄山
  - 「ハイ・ヌーン」（1992年） - 労務者
- ジュニア・愛の関係（1992年） - 神山仁大
- D坂殺人事件（1992年） - 鈴木欣哉
- うたう!大龍宮城（1992年） - タラバガニ
- NIGHT HEAD（1992年） - 曽根崎道夫
- 鬼平犯科帳
  - 第4シリーズ 第2話「うんぷてんぷ」（1992年） - 常念寺の久兵衛
  - 第5シリーズ 第9話「盗賊人相書き」（1994年） - 熊次郎
- 阿部一族（1995年） - 畑十太夫
- 王様のレストラン（1995年） - 「パラダイス金融」の借金取り
- 雲霧仁左衛門（1995年） - 富の市
- 踊る大捜査線 歳末特別警戒スペシャル（1997年） - 寿司屋「和之竹」の大将
- 3番テーブルの客（1997年）
- 湾岸署婦警物語 初夏の交通安全スペシャル（1998年） - 寿司屋の大将
- ショムニ（1998年） - 塚原善造
- 走れ公務員!（1998年） - 富沢刑事
- 剣客商売 第2シリーズ 第8話「悪い虫」（2000年） - 大首の仁助
- ラブコンプレックス（2000年） - 料亭の店主
- 盤嶽の一生 第4話「みちづれ」（2002年）-徳兵衛
- 顔（2003年） - 柳邦彦
- マルサ!!東京国税局査察部（2003年、関西テレビ） - 伊与原政喜
- ほんとにあった怖い話（2005年） - 島崎和歌子の叔父
- HERO 特別編（2006年） - 矢島刑事
- 裸の大将放浪記（2007年）
- 永遠の1.8秒（2007年） - 寺の住職
- ゾウのはな子（2007年） - 長谷川善治
- 鹿男あをによし（2008年） - 城山
- 千の風になって ドラマスペシャル（2008年） - 櫻井博喜
- 夢の見つけ方教えたる!（2008年） - 奥崎勝
- ありがとう、オカン（2008年、関西テレビ） - 庄内喜一
- セレブと貧乏太郎 第1話「資産7兆円の女と貯金残高3千円の男」（2008年10月14日） - 町工場の社長
- 外交官 黒田康作（2011年） - 大垣保
- チーム・バチスタ3 アリアドネの弾丸（2011年、関西テレビ）
- 鴨、京都へ行く。-老舗旅館の女将日記-（2013年） - 冨田静夫
- Oh,My Dad!!（2013年） - 古川勝
- BARレモン・ハート SEASON2 第16話（2016年7月18日、BSフジ） - 鉄男
- 嘘の戦争（2017年） ‐ 三輪郁夫
- 貴族探偵シリーズ（2017年） ‐ 古川刑事
- シャーロック 第3話（2019年10月21日） - 吉野正夫
- 金曜エンタテイメント
  - 「ドーラク弁護士」（1999年） - 黒岩竜吾
  - 「安岡課長の殺人会議」（1999年） - 内山田
- 金曜プレステージ
  - 「所轄刑事5」（2010年）
  - 「十津川刑事の肖像3」（2010年） - 角田刑事
- 罠の戦争（2023年） - 鰐淵益男
- ギフテッド Season1 第1話（2023年） - 稲垣剛蔵 役[14]

#### テレビ朝日
- はぐれ刑事純情派第6シリーズ 第12話「自転車泥棒の女・衝動殺人」（1993年）
- 名奉行 遠山の金さん（1994年 - 1999年） - 三五平
- ガラスの仮面（1997年 - 1999年） - 小林源造
- 京都始末屋事件ファイル（1999年） - 西条
- アナザヘヴン〜eclipse〜（2000年） - 坂木
- 安楽椅子探偵（朝日放送、2000年） - 中尾幹雄
- SABU 〜さぶ〜（名古屋テレビ、2002年） - 松田櫨蔵
- TRICK3（2003年） - 南方熊作
- 砦なき者（2004年） - 進藤安弘
- 太閤記〜天下を獲った男・秀吉（2006年） - 今川義元
- 白虎隊（2007年） - 伊地知正治
- 新・京都迷宮案内（2008年） - 近藤社長
- 天と地と（2008年） - 金津義旧
- 肉体の門（2008年） - 秦野三郎
- テレビ朝日50周年ドラマスペシャル 警官の血（2009年） - 畑山正
- 刑事一代 平塚八兵衛の昭和事件史（2009年） - 和田義勝刑事
- 科捜研の女
  - season9（2009年） - 小宮山健吾
  - スペシャル9（正月スペシャル）（2017年） - 岩内剛
- 女刑事みずきスペシャル（2010年6月） -　高山
- ドクターX〜外科医・大門未知子〜（2012年） - 六坂元彦
- 信長のシェフ Part2（2014年） - 座主
- グッドパートナー 無敵の弁護士（2016年） - 根岸昇
- 特殊犯罪課・花島渉1（2017年） - 久保田良治
- ヒモメン〜ヒモ更生プログラム〜（2018年） - 加賀浩一郎
- 土曜ワイド劇場
  - 「夜間検証」（1997年） - 立浪警部補
  - 「牟田刑事官事件ファイル23 牟田がアリバイを証言した女」（1997年4月19日）- 伊東北警察署・小杉警部補
  - 「江戸ッ子探偵殺人案内」（1997年・1999年） - 湯川亀太郎
  - 「おとり捜査官・北見志穂3 銀座高級クラブに潜入した美人女刑事に男たちの異常な視線が…」（1999年11月6日）- タクシードライバー・河野
  - 「はみだし弁護士・巽志郎5　資産家一族に秘められた愛と憎しみの連続殺人 盗撮された女子高生の謎!?」（2000年5月20日）- 北川建材社長・北川哲男
  - 「キソウの女」（朝日放送、2003年 - 2006年） - 辻眞澄刑事
  - 「混浴露天風呂連続殺人23 日光・鬼怒川ウラ日本史の謎！保険金殺人事件を湯けむりの中で推理する名刑事」（朝日放送、2003年12月20日）- 養護施設の出資者・宇野雅夫
  - 「刑事殺し」（朝日放送、2007年 - 2009年） - 鳴海源一郎刑事
  - 「隠蔽捜査」（2007年） - 池谷洋一刑事
  - 「終着駅の牛尾刑事VS事件記者・冴子9 灯（ともしび）」（2009年12月12日）- 喫茶店「まつね」と居酒屋「松音」のマスター・半年前のバス事故の乗客・吉見正造
  - 「西村京太郎トラベルミステリー56 生死を分ける転車台」（2011年7月23日）- ジオラマランド社長・小笠原伸行
  - 「法医学教室の事件ファイル第37作パラシュートで舞い降りた美女の死体 復讐殺人?ミステリーの女王が、女医に残した遺言の“裏の裏”」（2013年）- 横浜中央新聞社社会部記者・筒井勝
- 金曜ナイトドラマ「バーテンダー」Glass 5（2011年03月04日） - 菊池雄二
- 松本清張ドラマスペシャル 砂の器 第二夜（2011年9月11日） - 映画館支配人
- 必殺仕事人2012 （2012年2月19日） - 助川千右衛門
- みをつくし料理帖（2012年9月22日） - 水原東西
- だましゑ歌麿III（2013年7月27日） - 片桐主税
- 私の嫌いな探偵 第3話（2014年1月31日） - 烏賊神権造
- ドラマスペシャル 家政婦は見た!（2014年3月2日） - 高杉伝吉
- 陰陽師（2015年9月13日） - 藤原兼通
- 松本清張ドラマスペシャル 黒い樹海（2016年3月13日） - 鶴巻完造
- ドラマスペシャル 検事の本懐（2016年12月3日） - 増元敬清
- 森村誠一ミステリースペシャル 終着駅シリーズ35『鬼子母の末裔』（2019年11月3日） - 谷口浩一

#### テレビ東京
- 新春ワイド時代劇
  - 豊臣秀吉 天下を獲る!（1995年） - 柴田勝家
  - 炎の奉行 大岡越前守（1997年） - 木鼠吉五郎
  - 壬生義士伝〜新選組でいちばん強かった男〜（2002年） - 谷三十郎
  - 天下騒乱〜徳川三代の陰謀（2006年） - 蜂須賀家政
- 優雅な悪事2 京都華道家元連続殺人事件」（2003年5月28日） - 山崎五郎
- 迷路荘の惨劇（2003年） - 篠崎慎吾
- 本当と嘘とテキーラ（2008年）
- 伝説の刑事〜あの重大事件の舞台裏〜（2009年）
- 水曜ミステリー9 「松本清張特別企画 不在宴会・死亡記事の女」（2008年2月20日） - 松島刑事 
  - 「女かけこみ寺 刑事・大石水穂1」（2008年） - 横車源七刑事課長
  - 「猪熊夫婦の駐在日誌4」（2008年） - 大城辰男
  - 「銀座高級クラブママ青山みゆき3」（2008年） - 大垣貫太郎 役
  - 「松本清張特別企画・張込み」（2011年11月2日） - 高橋洋二
  - 「監察医・篠宮葉月 死体は語る10」（2011年12月7日） - 永瀬警部
  - 「捜査検事・近松茂道14」（2013年11月27日） - 大沢徳二
  - 「温泉女将ふたりの事件簿3」（2014年1月22日） - 長沢真義
- ピラメキーノG「ざっくり戦士ピラメキッド」（2010年4月23日） - 村田博士
- モリのアサガオ 第1話（2010年10月18日） - 石峰明
- 風の少年〜尾崎豊 永遠の伝説〜（2011年3月21日） - 坂田
- 松本清張 黒い画集-草-（2015年3月25日） - 勝俣公治
- 三匹のおっさん2〜正義の味方、ふたたび!!〜 第3話（2015年5月8日） - 丸岡善信
- びしょ濡れ探偵 水野羽衣 第10話（2019年9月5日） - 宮川
- 孤独のグルメ Season8 特別編 （2019年12月31日）- 活海酒・大将 役
- ひみつ×戦士 ファントミラージュ! 第49話 (2020年3月15日) - 宮城則之
- 警視庁ゼロ係〜生活安全課なんでも相談室〜 静岡SP（2021年1月25日） - 沢庵
- ジャンヌの裁き 第5話（2024年2月9日） - 駒村文博[15]
- 錦糸町パラダイス〜渋谷から一本〜（2024年7月13日 - 9月28日） - 杉田玄白 役[16]

#### WOWOW
- 京極夏彦 「怪」（2000年）
  - 第2話「隠神だぬき」（2000年3月18日） - 赤鬼
  - 第3話「赤面ゑびす」（2000年7月20日） - 闇雲三左衛門
- エンドロール〜伝説の父〜（2012年） - 橋本正一
- 連続ドラマW「大江戸グレートジャーニー 〜ザ・お伊勢参り〜」第3話（2020年6月20日） - 宗一 役[17]
- ゴールドサンセット（2025年2月23日 - 3月30日） - 長谷川登 役[18]

#### その他
- 福島中央テレビ開局50周年記念オリジナルドラマ 「浜の朝日の嘘つきどもと」（2020年10月30日、福島中央テレビ） - 今村 役
- おいしい給食 season3（2023年10月9日 - 、テレビ神奈川 他） - 白根澤仁 役[19][20]
- FOGDOG 第3話・第4話（2025年8月5日・12日、読売テレビ） - 蜂屋巌 役[21]

### ウェブテレビドラマ
- 減量ボクサー（2009年11月 - 2010年1月、BeeTV） - 神崎良次
- 民王番外編 秘書貝原と6人の怪しい客 第5話（2016年5月20日配信、TELASA） - 高木アツジロウ 役
- すじぼり（2019年6月、U-NEXT）
- THE DAYS（2023年6月、Netflix） - 大杉[22]

### 映画
- ジャズ大名（1986年）
- 鉄男（1989年） - 医師
- あげまん（1990年）
- ラスト・フランケンシュタイン（1991年） - ハルオ
- シコふんじゃった。（1992年） - 熊田寅雄
- ミンボーの女（1992年） - ロビーのヤクザ
- いつかギラギラする日（1992年） - もぐりの医者
- 眠らない街〜新宿鮫〜（1993年） - サウナにいた警察官
- 結婚（1993年） - 竹田
- ごろつき2（1993年） - 十次郎
- 凶銃ルガーP08（1994年） - 相川部長
- 屋根裏の散歩者（1994年） - 遠藤幹彦
- 忠臣蔵外伝 四谷怪談（1994年） - 宅悦
- 唐獅子 姐御（1994年） - 竜崎
- 写楽（1995年） - 俵蔵（鶴屋南北）
- サンクチュアリ（1995年） - 尾崎刑事
- WIND OF GOD（1995年） - 山田貴文分隊長
- 1・2の三四郎（1995年） - 桜五郎
- 極道の妻たちシリーズ
  - 極道の妻たち 赫い絆（1995年） - 橋爪刑事
  - 極道の妻たち 赤い殺意（1999年） - 戸田
  - 極道の妻たち 死んで貰います（1999年） - 張炎明
  - 極道の妻たち 地獄の道づれ（2001年）源田巌
  - 極道の妻たち 情炎（2005年）
- TOKYO FIRST 東京フィスト（1995年） - 長谷
- ドラゴンブルー（1996年） - 佐賀照光
- スーパーの女（1996年） - 精肉部チーフ
- PiCNiC（1996年） - 看護長
- 迅雷 組長の身代金（1996年） - 西尾義朗
- 友子の場合（1996年） - 漁船のおやじ
- truth（1997年） - 水野俊也
- 復讐 運命の訪問者（1997年） - 宮地知治
- MISTY（1997年） - 紺野
- マルタイの女（1997年） - 稲村刑事
- 現代任侠伝（1997年） - 加東
- D坂の殺人事件（1998年） - 鈴木欣哉
- 卓球温泉（1998年） - ダンプの男
- ラブ・レター（1998年）
- 'hood フッド（1998年） - ミチオの父
- しあわせになろうね（1998年） - 大滝善造
- アンラッキー・モンキー（1998年） - ラーメン屋・町内会長
- おもちゃ（1999年） - 香山
- 生きたい（1999年） - 坊主頭の男
- アナザヘヴン（2000年） - 坂木警部
- ゴト師株式会社 ルーキーズ2（2000年） - ヤスダ
- 女侠 夜叉の舞い（2000年） - 中年の男
- 三文役者（2000年） - タクシーの運転手
- BROTHER（2001年）
- ムルデカ17805（2001年） - 山名通訳
- 真夜中まで（2001年） - トラック運転手
- 難波金融伝ミナミの帝王劇場版partXV「商工ローン・保証人の落とし穴」（2001年） - 郡司
- マネーざんす（2001年）
- 修羅雪姫（2001年） - 建御雷家の刺客・檮
- SABU 〜さぶ〜（2002年） - 松田櫨蔵  ※同年放送のテレビドラマの再編集劇場版
- 夜を賭けて（2002年） - 金村
- ゴジラ×メカゴジラシリーズ - 管野吾郎[2]
  - ゴジラ×メカゴジラ（2002年）
  - ゴジラ×モスラ×メカゴジラ 東京SOS（2003年）
- T.R.Y.（2003年） - 陸軍士官学校監督官
- 船を降りたら彼女の島（2003年） - 宮司
- 青の炎（2003年） - 加納雅志弁護士
- 武勇伝（2003年） - 黄賢明
- やくざの詩 OKITE 掟（2003年） - 金村修
- 踊る大捜査線 THE MOVIE2 レインボーブリッジを封鎖せよ!（2003年）
- 座頭市（2003年） - 市に絡むヤクザ
- 福耳（2003年）
- ふくろう（2004年） - 電気屋
- ドラッグストア・ガール（2004年） - 済念（僧侶）
- 嗤う伊右衛門 Eternal Love（2004年） - 宅悦
- ジェニファ 涙石の恋（2004年） - 檀家の主人
- いらっしゃいませ、患者さま。（2005年） - 長崎
- TAKESHIS'（2005年）
- ガラスの使徒（2005年）
- 日本沈没（2006年） - 寺島浩（床屋）
- 太陽（2006年） - 阿南惟幾
- 九転十起の男 浅野総一郎の青春（2006年）
- だからワタシを座らせて。通勤電車で座る技術!（2006年） - 原田太
- 愛の流刑地（2007年） - 刑事
- あかね空（2007年） - 卯之吉
- 大帝の剣（2007年） - 黒虫
- ゲゲゲの鬼太郎（2007年） - 珍宝堂名主
- LOVE DEATH（2007年） - 刑事アグリマサオ
- 歌謡曲だよ、人生は 第1話「僕は泣いちっち」（2007年） - 漁師の親方
- 監督・ばんざい!（2007年）
- 怪談（2007年） - 皆川宗悦
- やじきた道中 てれすこ（2007年） - 薬売り
- すんドめ2（2008年） - 大文字誠
- 神様のパズル（2008年） - 寿司屋・権田原
- 築地魚河岸三代目（2008年） - 牛尾
- ヒカリサス海、ボクノ船（2008年）
- 次郎長三国志（2008年） - 今天狗の治助
- 石内尋常高等小学校 花は散れども（2008年） - 森山三吉
- 私は貝になりたい（2008年） - 立石上等兵
- 20世紀少年 映画シリーズ - 仁谷神父 
  - 20世紀少年 第2章 最後の希望（2009年）
  - 20世紀少年 最終章 ぼくらの旗（2009年）
- 旭山動物園物語 ペンギンが空をとぶ（2009年） - 三谷照男（飼育係）
- 花の生涯〜梅蘭芳〜（2009年、中国映画） - 吉野中将
- GOEMON（2009年） - 紀伊国屋文左衛門
- 山形スクリーム（2009年） - ムトゥ
- ジャイブ 海風に吹かれて（2009年） - 山浦組会長
- 引き出しの中のラブレター（2009年） - 久保田孝正
- 釣りバカ日誌20 ファイナル（2009年） - 岩田益男
- 手のひらの幸せ（2010年） - 池内敏夫
- ゼブラーマン -ゼブラシティの逆襲-（2010年） - 外科医
- TAKAMINE アメリカに桜を咲かせた男（2011年） - 村井六郎
- 一枚のハガキ（2011年） - 森川定造
- ヤクザガール 二代目は10歳（2011年）
- ベイビー大丈夫かっ BEATCHILD 1987（2013年）
- 利休にたずねよ （2013年）
- 劇場版 仮面ティーチャー（2014年）
- 相棒 -劇場版III- 巨大密室! 特命係 絶海の孤島へ（2014年）
- 瀬戸内海賊物語（2014年） - 宮本明憲
- ガキ☆ロック（2014年） - 源の父親
- 舞妓はレディ（2014年）
- ゆずり葉の頃（2015年） - 宝石店店主
- 後妻業の女（2016年）
- TAP THE LAST SHOW（2017年） - 吉野完治
- 全員死刑（2017年） - 首塚テツジ
- 星めぐりの町（2018年）
- のみとり侍（2018年） - 結城又太郎
- ソローキンの見た桜（2019年） - 武田勇吉
- キングダム（2019年4月19日公開、東宝） - 里典
- 鬼ガール!!（2020年） - 楠本滝覚
- 唐人街探偵 東京MISSION（2021年 中国映画、原題：唐人街探案3） - 大犬 孝（おおいぬ・たかし）
- 太陽とボレロ（2022年、東映） - 吉村益雄 [23]
- オカムロさん（2022年10月14日公開）[24]
- 先生!口裂け女です!（2023年7月7日公開）[25]
- 首（2023年11月23日公開） - 安国寺恵瓊[26][27]
- 劇場版 おいしい給食 Road to イカメシ（2024年5月24日公開） - 白根澤仁[28]
  - おいしい給食 炎の修学旅行（2025年10月24日公開予定）[29]
- アンジーのBARで逢いましょう（2025年4月4日公開）[30]

### オリジナルビデオ
- 銀と金（1993年 - 1998年） - 自由民政党衆議院議員 伊沢敦志
- パチスロ物語　すられてたまるか（1994年）
- CONFLICT 〜最大の抗争〜（2016年） - 焼き鳥屋「鳥源」大将 河島源（天道会鷲尾一馬の元兄貴分）

### ウェブ映画
- 新幹線大爆破（2025年4月23日、Netflix）[31] - 篠原圭造[32] 役

### 舞台

#### 状況劇場
※特に記載のないものはすべて唐十郎の作・演出。
- お化け煙突物語（1981年）
- 新・二都物語（1982年）
- 住み込みの女（1983年）
- あるタップ・ダンサーの物語（1984年）
- ジャガーの眼（1985年）
- 御注意あそばせ（1985年、演出：山崎哲）
- 少女都市からの呼び声（1985年）

#### 新宿梁山泊
※特に記載のないものはすべて金盾進の演出。
- パイナップル爆弾 新宿八犬士外伝（1987年、作：川村毅）
- カルメン夜想曲（1987年、作：鄭義信）
- 夜に群がる星の騎馬隊 昭和の終わりの暗い日曜日（1988年、作：渡辺えり子）
- アンモナイトクエスト 遠く雷鳴の聞こえる夜（1988年、作：山川三太）
- 千年の孤独（1989年、作：鄭義信）
- 千年の孤独1989版（1989年）
- 風枕 帝都篇（1989年、作：小檜山洋一）
- 千年の孤独 最終決定版（1989年）
- 人魚伝説（1990、1991、1992、1993年）
- 映像都市（1990年、作：鄭義信　演出：百八竜）
- 映像都市1991（1991年）
- ジャップ・ドール（1991年、作：鄭義信）
- リュウの歌（1992年、作：小檜山洋一）
- 少女都市からの呼び声（1993、1994年、）
- 風のほこり（2006年、作：唐十郎）
- 月光の騎士（2007年、作：コビヤマ洋一）
- おちょこの傘持つメリー・ポピンズ（2024年、作：唐十郎 金守珍演出）[33]

#### その他
- 少女仮面（1982年、パルコ　作：唐十郎　演出：小林勝也）
- マクベス（2001年、埼玉県芸術文化振興財団　演出：蜷川幸雄）
- 欲望という名の電車（2002年、Bunkamura　演出：蜷川幸雄）
- マクベス（2002年、埼玉県芸術文化振興財団　演出：蜷川幸雄）
- 透明人間の蒸気（2004年、新国立劇場　作・演出：野田秀樹）
- 丹下左膳（2004、2005年、松竹　脚本：水谷龍二　演出：小野鉄二郎）
- ふりだした雪（2006年、松竹　作：久保田万太郎　演出：青井陽治）
- 白夜の女騎士（2006年、Bunkamura　作：野田秀樹　演出：蜷川幸雄）
- 魔界転生（2006年、松竹　作・演出：G2）
- 藪原検校（2007年、Bunkamura　作：井上ひさし　演出：蜷川幸雄）
- 表裏源内蛙合戦（2008年、Bunkamura　作：井上ひさし　演出：蜷川幸雄）
- 冬物語（2009年、埼玉県芸術文化振興財団　作：シェイクスピア　演出：蜷川幸雄）
- その男（2009年、キョードーファクトリー　脚本：鈴木聡　演出：ラサール石井）
- 血は立ったまま眠っている（2010年、Bunkamura　作：寺山修司　演出：蜷川幸雄）
- ムサシ ロンドン・NYバージョン（2010年、ホリプロ　作：井上ひさし　演出：蜷川幸雄）
- ジャンヌ・ダルク（2010年、TBS　作：中島かずき　演出：白井晃）
- たいこどんどん（2011年、Bunkamura　作：井上ひさし　演出：蜷川幸雄）
- 身毒丸（2011年、埼玉県芸術文化振興財団　作：寺山修司、岸田理生　演出：蜷川幸雄）
- 下谷万年町物語（2012年、Bunkamura　作：唐十郎　演出：蜷川幸雄）
- しみじみ日本・乃木大将（2012年、こまつ座/ホリプロ　作：井上ひさし　演出：蜷川幸雄）
- ムサシ ロンドン・NYバージョン（2013〜2014年、ホリプロ　作：井上ひさし　演出：蜷川幸雄）
- 太陽2068（2014年7月7日 - 8月3日、Bunkamuraシアターコクーン、作：前川知大・演出：蜷川幸雄）
- 靑い種子は太陽のなかにある（2015年、Bunkamura　作：寺山修司　演出：蜷川幸雄）
- ビニールの城（2016年、Bunkamura　作：唐十郎　演出：蜷川幸雄）
- ユーミン×帝劇 vol.3 朝陽の中で微笑んで（2017年11月27日 - 12月20日、帝国劇場、作・演出：松任谷正隆） - 大崎医師 役[34][35]

### ラジオ
- 六平直政の気をつけナイト!（2018年10月7日 - 2019年9月29日、TBSラジオ） - パーソナリティ [36][37]

### 吹き替え
- 空海-KU-KAI- 美しき王妃の謎（2018年2月24日、東宝） - 妖猫 [38]

### ナレーション
- リアル×ワールド - 海から見た東日本大震災（日本テレビ／2011年9月18日放送）

### 教養番組
- THE 歴史列伝〜そして傑作が生まれた〜（2014年4月11日 - 2016年3月25日、BS-TBS） - 司会
- ぐるりニッポン灯台紀行　犬吠埼灯台（2017年3月23日、BSプレミアム）
- ぐるりニッポン灯台紀行　大瀬埼灯台（2017年7月5日、BSプレミアム）

### バラエティ
- 竹中直人の恋のバカンス（テレビ朝日）
- 踊る!さんま御殿!!（日本テレビ）
- 虎の門（テレビ朝日）
- クイズ!ヘキサゴン（フジテレビ）
- めちゃ×2イケてるッ!（フジテレビ）
- 森田一義アワー 笑っていいとも!（フジテレビ）
- ダウンタウンのガキの使いやあらへんで!!（日本テレビ） ※絶対に笑ってはいけない警察24時・絶対に笑ってはいけない病院24時・絶対に笑ってはいけない熱血教師24時に出演
- マジカル頭脳パワー!!（日本テレビ）※マジカルミステリー劇場・刑事
- どっちの料理ショー（読売テレビ）※数回ゲスト出演
- 嗚呼!花の料理人（読売テレビ）
- リンカーン（TBS）
- 浜ちゃんと!（読売テレビ）
- 行列のできる芸能人通販王決定戦（日本テレビ）
- あったか人情コメディ 湯けむりパラダイス!（朝日放送）
- 土曜スペシャル（テレビ東京）※大鶴義丹と一緒に中央東線を旅した
- スタイルプラス（東海テレビ）
- 週末YY JUMPing（テレビ東京）
- 爆笑ドッキリ検証 イメ×ドキ（日本テレビ）
- ナニコレ珍百景（テレビ朝日）
- 世界の村で発見!こんなところに日本人（朝日放送）
- 変装かくれんぼ ハイド＆シーク（TBS）
- HITOSHI MATSUMOTO presents ドキュメンタル（Amazonプライム・ビデオ）※シーズン11出演
- プレバト!!（TBS）※水彩画 名人初段

### CM
- ポケットモンスターシリーズ ※ニャースと共演。
  - ポケットモンスター ピカチュウ（1998年）
  - ポケモンピンボール（1999年）
- 黄桜 おやじクラブ
- 大人の国高祭